# Bagger-, Bugsier- und Bergungsreederei Rostock

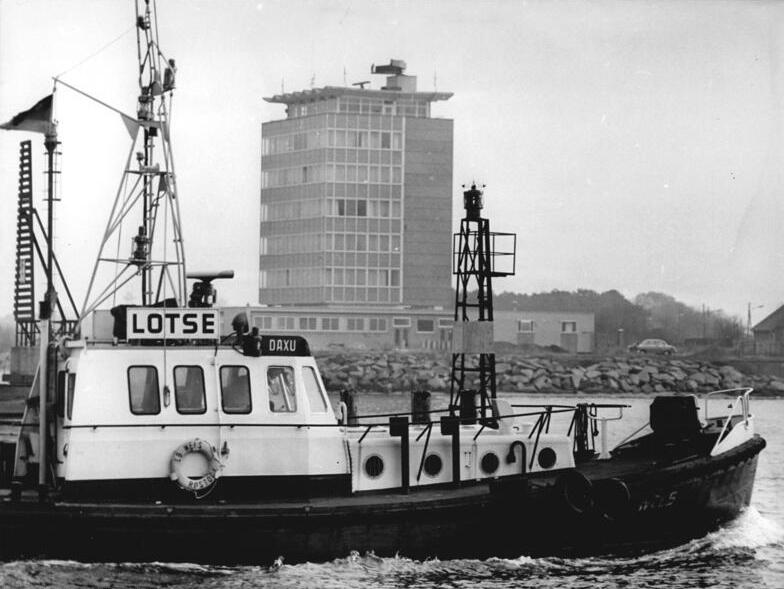
Lotsenboot der BBB vor dem Betriebsgebäude (heute Verkehrszentrale) im Neuen Strom/Seekanal in Warnemünde

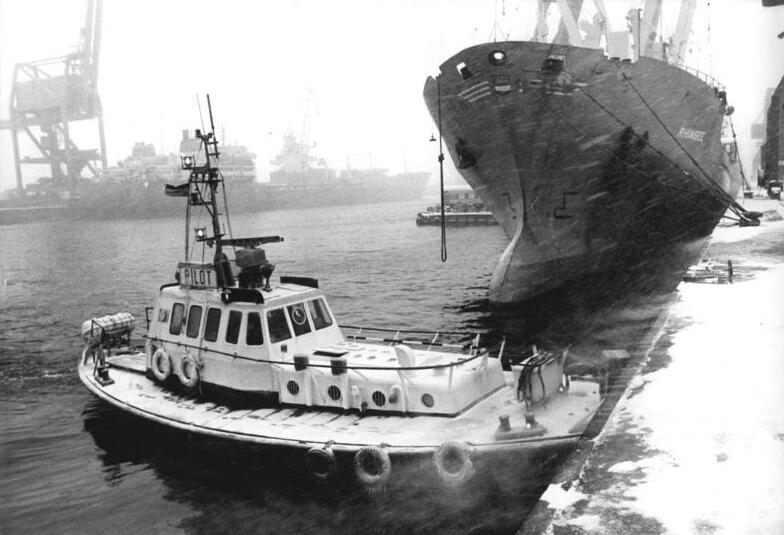
Lotsenboot im Rostocker Hafen

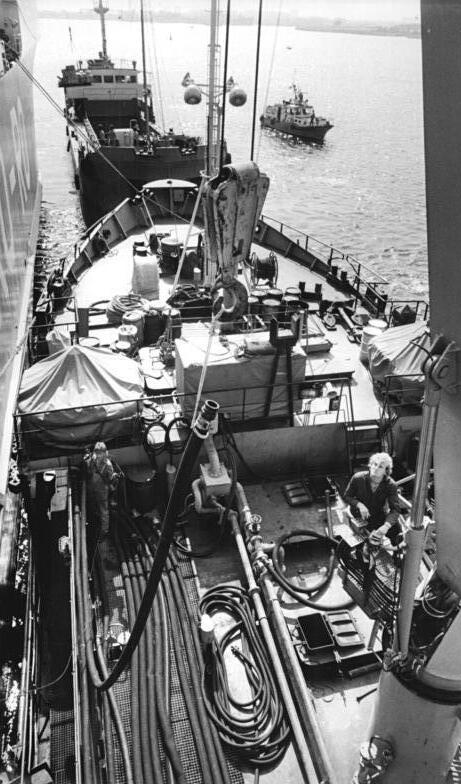
Tankreinigungsschiff

Der VEB Bagger-, Bugsier- und Bergungsreederei Rostock (BBB) war eine Reederei in der DDR, die auf technische Dienstleistungen der Seeverkehrswirtschaft spezialisiert war. Zum Aufgabenbereich der BBB gehörten Lotsungen, Seeschlepp- und Eisbrecherdienste sowie Bergungen und Hilfeleistungen bei Havarien. In den Seehäfen der DDR war die BBB für Tankreinigungen und Bilgenentölungen zuständig. Sie führte sämtliche Nassbagger- und Aufspülungsarbeiten für Verkehrswasserbau und Küstenschutz sowie Seekabelverlegungen durch. Weiterhin gehörten Taucherarbeiten, Spezialvermessungen und die Kompensation von Kompassen und Funkbeschickung zum Aufgabenbereich. Daneben lieferte die BBB Kies aus der Ostsee für die DDR-Bauwirtschaft.

## Geschichte
Der Volkseigene Betrieb wurde zum 1. Januar 1970 aus dem VEB Deutsche Seebaggerei Rostock (DSB), dem VEB Schiffsbergung und Taucherei und dem VEB Lotsen-, Bugsier- und Bergungsdienst (LBB) gegründet. Ab 1974 gehörte der VEB BBB zum VEB Kombinat Seeverkehr und Hafenwirtschaft. Zum Stammpersonal gehörten bis 1990 ungefähr 2500 Beschäftigte. Die unter anderem aus Seeschleppern, Eisbrechern wie der Stephan Jantzen, Bergungsschiffen, Lotsenbooten, Baggerschiffen und Motorklappschuten bestehende Technische Flotte umfasste mehr als 130 Schiffe.
Die Treuhandanstalt wandelte 1990 den VEB BBB in eine GmbH um, die im Sommer 1991 für 1,5 Millionen Deutsche Mark (DM) an die niederländische Jan-Zwagermann-Gruppe verkauft wurde. Der Verkauf erfolgte, obwohl der Betriebsrat bereits vor dem Verkauf aufgrund von Recherchen Zweifel an der Liquidität der Käufer auch gegenüber der Treuhandanstalt äußerte. Die Investoren versprachen die Sicherung von 900 Arbeitsplätzen bei Investitionen von mindestens 41 Millionen DM. In der Realität erfolgte jedoch ein umfangreicher Betrug mit Krediten, Steuern und Subventionsgeldern. Auch der Kaufpreis selbst wurde aus den Rücklagen der Firma gezahlt.
1992 ging die GmbH, die zu dieser Zeit noch etwa 900 Arbeitnehmer hatte, in Insolvenz. In einer spektakulären Aktion wurden zwei der drei Firmenkäufer und Geschäftsführer nach einer Verfolgung auf der Autobahn festgenommen. Auch Jan Zwagermann wurde festgenommen. Er wurde als einziger 1994 wegen Betrugs zu einer sechsjährigen Haftstrafe verurteilt.
Der Bereich Schlepper- und Lotsenversatzdienst wurde 1993 an die Hamburger Fairplay Schleppdampfschiffs-Reederei Richard Borchard GmbH verkauft. Diese führte das Namenskürzel BBB sowie das Zahnrad im Firmenlogo der BBB Schlepp- und Hafendienste GmbH weiter.

## Film
- Abzocke im Osten - Die Einheitsverbrecher, Terra X History vom 2. Oktober 2022, 44 Minuten